# Albaner in Argentinien
Die Albaner in Argentinien (albanisch Shqiptarët në Argjentinë, spanisch Albaneses en Argentina) sind eine ethnische Minderheit im Land. Genaue Zahlen liegen nicht vor, jedoch schätzt das Diasporaministerium der Republik Kosovo, das aber über keine direkten Kontakte verfügt, ihre Zahl auf etwa 50.000. Im November 2015 besuchte der albanische Außenminister Ditmir Bushati die dortige Diasporagemeinschaft.
Bei den meisten Albanern in Argentinien handelt es sich um Arbëresh. Die Arbëresh sind eine albanischsprachige Bevölkerungsgruppe, die seit dem 15. Jahrhundert in Süditalien lebt. Mit der europäischen Einwanderung in amerikanische Staaten dürfte demnach auch eine beträchtliche Anzahl an Arbëresh, d. h. Albanern, nach Argentinien gekommen sein.
Im Stadtteil Palermo in Buenos Aires gibt es eine mehrere Hundert Personen umfassende Arbëresh-Gemeinde, die sich dort in der Vereinigung „Frashineto“ zusammengefunden hat. Sie erklären, dass sie aus dem Ort Frashineto in Kalabrien stammen und in der Zwischenkriegszeit wegen der schlechten wirtschaftlichen Verhältnisse in Italien nach Argentinien emigriert sind.
In Buenos Aires ist eine albanisch-orthodoxe Kirchengemeinde um den Bischof Aleksandër ansässig.

## Bekannte Argentinier albanischer Abstammung
- Ernesto Sabato, Schriftsteller, Wissenschaftler und Maler
- Mateo Musacchio, Fußballspieler